# Television i Bulgarien
Televisionen i Bulgarien kontrollerades fram till 1989 liksom övriga medier, av kommunistpartiet.
Det statliga Bâlgarska Nationalna Televizija (BNT) har två kanaler, den nationella Канал 1 och den regionala РТВЦ samt satellitkanalen TV Bulgaria. 1994 etablerades en privat TV-kanal.
Den första TV-sändningen i Bulgarien gjordes 1959 i samband med en parad för firandet av oktoberrevolutionen.